# Gyulaffy Mária
Rátóti Gyulaffy Mária (1637 – Késmárk (?), 1659. november 19.): Gyulaffy Sámuel Doboka vármegyei főispán és Bethlen Anna egyetlen leánya, iktári Bethlen István erdélyi fejedelem unokája, Thököly István felesége, Thököly Imre édesanyja.

## Ifjúkora, házassága
Gyulaffy Mária 1637-ben született Gyulaffy Sámuel és iktári Bethlen Anna egyetlen leányaként. Nagyapja, iktári Bethlen István, Bethlen Gábor erdélyi fejedelem öccse volt, aki 1630-ban I. Rákóczi Györggyel szemben eredménytelenül igyekezett megszerezni a fejedelmi széket. Gyulaffy Mária alig volt tizennégy esztendős, amikor 1651. november 14-én férjhez ment a nála tizennégy évvel idősebb Thököly Istvánhoz. Hozományaként hatalmas erdélyi birtokok kerültek a Thököly család kezére. A házasságukból hat gyermek született, közülük négyen, a három leány és a harmadik fiú érték el a felnőttkort. Mária azonban már néhány hónappal utolsó gyermeke, Éva születése után meghalt. Halála után az özvegyen maradt Thököly István egyedül nevelte fel gyermekeit, többé nem nősült meg.

## Gyermekei
- Ádám (1652. szeptember–1652. október)
- István (1654–1655)
- Katalin (1655–1701), Esterházy Ferenc felesége
- Mária (*1656), Nádasdy István felesége
- Imre (1657–1705), Zrínyi Ilona férje
- Éva (1659–1716), Esterházy Pál nádor felesége

## Külső hivatkozások
- Angyal Dávid: Késmárki Thököly Imre, I-II. kötet. Budapest, 1888-1889.